# ジメチルジニトロブタン
ジメチルジニトロブタン (2,3-dimethyl-2,3-dinitrobutane) は爆発物マーカー（探知剤）として使用される揮発性物質である。DMDNB, DMNB と略される。「可塑性爆薬の探知のための識別措置に関する条約」で爆薬に添加することが国際的に義務付けられている物質である。
日本では「可塑性爆薬に含める物質等を定める告示」（平成9年通商産業省告示第548号）により、可塑性爆薬を製造する際に「探知剤」として添加しなければならない物質として義務化されている。
本来の用途は樹脂の可塑剤の一種であったが、ごく微量でもこの物質が含まれていると、本当に爆発するかどうかに関係なくプラスチック爆薬と見なされるため爆薬以外への添加は行われていない。
爆発物探知機はこの物質に対して極微量であっても敏感に反応するように作られている。